# Emerance Maschmeyer
Emerance Maschmeyer (4 de outubro de 1994) é uma jogadora de hóquei no gelo canadense.
Maschmeyer foi a segunda goleira feminina a competir no Brick Tournament em Edmonton. Em março de 2012, Maschmeyer integrou o time do Harvard Crimson. Em 11 de janeiro de 2022, Maschmeyer foi anunciada como uma das integrantes da seleção canadense nos Jogos Olímpicos de Inverno de 2022, que conquistou a medalha de ouro.